# 掌状野霍香
掌状野霍香（学名：Rubiteucris palmata），又名裂叶苦草，为唇形科掌叶石蚕属下的一个种。